# Pectinariophyes luzonensis
Pectinariophyes luzonensis är en insektsart som först beskrevs av Baker 1927.  Pectinariophyes luzonensis ingår i släktet Pectinariophyes och familjen Machaerotidae. Inga underarter finns listade i Catalogue of Life.